# Windkessel effect
«Эффект Резервуара» (нем. Windkesseleffekt) — медицинская модель и медицинскоe понятие вида и форм волн артериального давления крови, в особенности упоминается при взаимодействие между объёмом ритмического, сердечного удара и подчинение (эластичность) аорты и больших, эластических артерий (резервуар-сосуд) и (лобовое) сопротивление мелких артерий и артериол. "Windkessel" в переводе с немецкого на русский означает примерно "сосуд" или "бак", но используется с понятием эластичного сосуда. Стенки больших, эластических артерий (как например аорта, обычная (швейная) артерия, подключичная артерия и прочие) имеют эластические волокны, из эластина (белок). Эти артерии растягиваются, когда давление крови поднимается во время систолы и стягиваются во время упадка давления (диастолы). Из того факта, что размер потока крови, который входит в эти эластические артерии, больше, чем размер потока при вытекании её через периферийное (сосудистое) сопротивление, следует существование хранилища крови в аорте и больших артерий во время систолы, которая испытывает разряд (опустошение, разгрузка) во время диастолы. Подчинение (или гибкость, растяжимоспособность, эластичность) аорты и больших эластических артерий в модели аналогичны ёмкостью конденсатора в электротехнике.
Эффект ресивера помогает в подавление перебой в сердечном давление (давление пульса) на протяжении сердечного цикла и помогает сохранять проливание органов во время диастолы, когда сердечный исход/выплеск сокращается. Эффект приписывается Гиованни Борелли (лат. Giovanni Borelli), хоть Стивен Хэйльс (лат. Stephen Hales) толковал понятие более ясно и привёл аналогию с воздушной камерой в огненном двигателе 18-го века. Отто Франк (лат. Otto Frank), немецкий физиолог, разработал понятие и ввёл математический фундамент. Модель Франка иногда называют резервуар двойных элементов, чтобы различить его от более современных моделей резервуара (три или четыре элемента, нелинейность итд.).

## Применение

### В физиологии как объяснение болезни
Эффект резервуара ослабляется с возрастом, так как эластичность артерий понижается, что обозначают ожесточением артерий или атеросклероз, возможно в связи с второстепенной фрагментации и потери эластина. Упадок влияния эффекта резервуара приводит к повышению давления пульса на объём удара (англ. stroke volume). Повышенное давление пульса приводит к повышенному систолическому давлению (гипертония), повышая риск инфаркта миокарда (сердечного приступа), инсульта, сбоя сердца и множество других сердечных болезней.